# Kaitangata
Kaitangata es una localidad neozelandesa ubicada en la orilla del río Clutha, a diez kilómetros al sudeste de Balclutha, conocida por sus residentes simplemente como Kai.
En junio de 2016 logró reconocimiento internacional cuando se ofrecieron allí nuevas viviendas de bajo costo, y el alcalde local del distrito de Clutha, Bryan Cadogan, estimó que había cerca de mil puestos de trabajo disponibles en la región. Esta noticia fue difundida por medios como The Guardian y TVNZ.